# Blank & Jones
Blank & Jones — німецький електронний музичний дует, до складу якого входять Ян Пітер Бланк (англ. Jan Pieter Blank, народився 15 червня 1971 року), відомий як Піт Бланк. Рене Рунге (англ. René Runge, народився 27 червня 1968), більш відомий як DJ Jaspa Jones. І продюсер Енді Кауфхолд (N*D*K) (англ. Andy Kaufhold, народився 17 грудня 1969).
Дует випустив дванадцять альбомів і понад два десятки синглів з моменту випуску свого першого синглу «Sunrise» у 1997 році.

## Історія
Піт Бланк, який зацікавився музикою після того, як придбав свою першу платівку «Kids in America» Кіма Вайльда, отримав перший досвід обертання платівки на вертушці у віці 16 років. Рене Рунге, який проживає в Дюссельдорфі і більш відомий як Джаспа Джонс, отримав свій перший досвід роботи діджеєм у віці 19 років. Разом із допомогою Енді Кауфхолда вони сформували транс-продюсерську команду Piet Blank & Jaspa Jones (яка пізніше стала просто Blank & Jones) після зустрічі на музичній конференції Popkomm.
Попри те, що вони були разом кілька років, вони випустили свій перший сингл «Sunrise» лише в 1997 році. Їхній перший альбом In the Mix був студійним виробництвом, який вийшов у 1999 році. Станом на 2008 рік тринадцять їхніх синглів потрапили до німецького Топ-50, а три — до Топ-20. Кожен альбом потрапив до Топ-50, у тому числі два потрапили до Топ-10.
Blank & Jones об'єдналися з Робертом Смітом із The Cure, Енн Кларк, Сарою Маклахлан, Клаудією Брюкен із (Propaganda), Pet Shop Boys та Delerium. Також брали участь у серії збірок Café del Mar і випустили власні альбоми для відпочинку Relax, Relax (Видання 2), Relax (Видання 3), Relax (Видання 4), Relax (Видання 5), Relax (Видання 6) і Relax (Видання 7).
Випустили сингл під назвою «Miracle Cure» 30 травня 2008 року зі свого нового студійного альбому The Logic of Pleasure, який був записаний у співпраці з фронтменом New Order Бернардом Самнером. Ця співпраця була реалізована за допомогою відомого берлінського продюсера Марка Рідера, який є давнім другом Самнера. Blank & Jones запросили Рідера зробити ремікс на «Miracle Cure», що, своєю чергою, призвело до їхньої співпраці з ним і створення нового проєкту. Це призвело до того, що Рідер повністю переробив більшість вокальних треків Blank & Jones для успішного та високо оціненого альбому 2009 року «Reordered».
У 2012 році випустили новий альбом для німецької суперзірки 1980-х Сандри під назвою Stay in Touch.

### So80s
З 2009 по 2019 рік вони випустили серію збірних альбомів із музикою 80-х під назвою So80s. Серія мала 24 томи. У 2011 році вони випустили So80s Presents Kajagoogoo. У 2012 році вони випустили альбоми So80s за участю Фалько. У 2014 році вони випустили So80s presents Alphaville.

### Поточна та минула діяльність
Успіх Blank & Jones у чартах частково базується на їхніх клубних концертах, радіо-шоу та інших живих виступах, зокрема на таких подіях, як Парад кохання, StreetParade та Mayday. Успіх також посилюється їхньою активністю як модераторами на Eins Live-TV і співведучими на Viva-Clubrotation.
Коли їх запитали про ключ до їхнього успіху, вони відповіли:
|  | Ми робимо все в цифровому вигляді, на основі Final Scratch, що дозволяє нам використовувати наші власні редагування та мікси, нічого не надходить просто з плівки. Кожен сет, який ми граємо, унікальний не лише щодо звучання, але й з точки зору того, що ми граємо та як ми це граємо. Приблизно 60% нашого сету складається з нашого власного репертуару, бо куди краще представити власний матеріал, як не через діджейські деки. |

Blank & Jones виступають на великих фестивалях і проводять рейви в Німеччині, Нідерландах, Польщі та Росії. Вони також регулярно подорожують далі, до Канади, Мексики, Південної Америки та Австралії.
Піт Бланк також є ведучим клубного міксу, який транслюється на міжнародних рейсах авіакомпанії Lufthansa, де він веде двогодинне радіошоу, у якому виступають різні виконавці, такі як Totally Enormous Extinct Dinosaurs і Фріц Калькбреннер. Передача ведеться німецькою та англійською мовами.

## Дискографія
- 1999: In da Mix
- 2000: DJ Culture (Обмежене видання з 2 компакт-дисками. Диск 2 містить бонус-треки та відео The Nightfly)
- 2001: Nightclubbing (Обмежене видання з 2 компакт-дисками, включаючи ембієнтні треки)
- 2002: Substance (обмежено 2 компакт-диски та бонус-треки)
- 2003: Relax (Обмежене видання в іншій упаковці)
- 2004: Monument (обмежене видання з 2 компакт-дисками, включаючи бонус-треки)
- 2005: Relax Edition 2 (2 компакт-диски) (обмежене видання включає бонус-треки)
- 2006: Сингли (обмежене видання включає DVD із кліпами синглів і деякими бонусами)
- 2007: Relax Edition 3 (2 CD)
- 2008: Логіка задоволення
- 2009: Relax Edition 4 (2 CD)
- 2009: Їжте сире на сніданок
- 2009: Reordered (Бланк і Джонс, Марк Рідер)
- 2010: Relax Edition 5 (2 CD)
- 2010: Chilltronica № 2
- 2011: Relax Edition Six
- 2012: Relax Edition Seven
- 2012: Relax-Jazzed (альбом Blank & Jones у співпраці з Юліаном і Романом Вассерфурами)
- 2013: Relax — Десятиріччя 2003—2013 — ремікси та змішані
- 2013: Relax — найкраще за десятиліття 2003—2013
- 2014: Relax Edition Eight
- 2015: Relax Edition Deve
- 2016: Milchbar Seaside Season 8
- 2016: ДОМ
- 2017: #ЩоМиробимовночі
- 2017: Relax Edition 10
- 2017: Chilltronica № 6
- 2018: Milchbar Seaside Season 10
- 2018: Relax Edition 11
- 2020: Milchbar Seaside Season 12
- 2021: Milchbar Seaside Season 13